# NGC 6360
NGC 6360 este o galaxie situată în constelația Ophiuchus. A fost descoperită în 3 august 1834 de către John Herschel.